# Sportcentralen
Sportcentralen är ett sportmagasin i TV4 med sändningsstart 3 december 2011. Programmet sänder olika sporter.
Programmet leds av Anna Brolin, Susanne Sjögren och Marika Eriksson. Bisittare är Mattias Tjernström och Per Skoglund.